# 贾斯珀县 (佐治亚州)
贾斯珀縣（英語：Jasper County）是位於美國喬治亞州中部的一個縣。面積1,055平方公里。根据美國2000年人口普查，共有人口11,426人。縣治最大城市為蒙蒂塞洛（Monticello）。
成立於1807年12月10日。縣名是紀念美國獨立戰爭軍人威廉·贾斯珀（William Jasper）。